# Jules Bouvattier
Pour les articles homonymes, voir Bouvattier.
Jules Bouvattier est un homme politique français né le 9 septembre 1843 à Avranches (Manche) et décédé le 18 novembre 1917 à Paris.
Fils de Jules François Bouvattier, député de la Manche, il est avocat à Avranches en 1867, puis sous-préfet de Sarlat en 1873, puis à Redon en 1876 et à Marmande en 1877. Élu député de la Manche en 1877, il est invalidé en 1878 et battu à l'élection partielle. Il redevient député de la Manche de 1885 à 1889 et siège à droite. À nouveau battu en 1889, il se tourne vers le journalisme, écrivant sous le pseudonyme de Saint-Julien et devient rédacteur en chef de La Croix de 1900 à 1917.

## Sources
- « Jules Bouvattier », dans Adolphe Robert et Gaston Cougny, Dictionnaire des parlementaires français, Edgar Bourloton, 1889-1891 [détail de l’édition]